# Carlos Espinosa Faciolince
Carlos Adolfo Espinosa Faciolince (Sincelejo, 1955-Cartagena de Indias, 5 de marzo de 2019) fue un político, funcionario administrativo y abogado colombiano.

## Biografía
Carlos Espinosa nació en Sincelejo, Sucre. Estudió Ciencias Políticas y Estudios Latinoamericanos de la University of New Castle Upon Time. Durante su trayectoria profesional se destacó en importantes cargos oficiales, entre ellos Secretario General de la Registraduría de Instrumentos públicos de Cartagena de Indias, catedrático de Comercio exterior y de Administración de Empresas Turísticas en la Universidad Jorge Tadeo Lozano, seccional Bolívar, y de Derecho Laboral en la Universidad de Cartagena.
En su accionar político, Espinosa Faciolince fue diputado de la Asamblea Departamental de Bolívar, Representante a la Cámara, Senador de la República de Colombia, desde 1990 hasta 2002. En 1998 fue secuestrado por el grupo subversivo del Ejército de Liberación Nacional, meses después, fue liberado gracias a una intersección al grupo subversivo.
Entre sus premios se destacan con la condecoración de la Gran Cruz Extraordinaria con placa de Oro, en noviembre del año 2016, por su amplia trayectoria a servicio del país en diferentes espacios públicos y políticos de la vida nacional. Falleció en Cartagena de Indias el 5 de marzo de 2019 tras sufrir un derrame cerebral .